# 初音未來 -名伶計畫-系列
初音未來 -名伶計畫-是SEGA以Vocaloid軟體初音未來和其他幾位虛擬歌手為題材製作的音樂節奏遊戲系列。
2009年PlayStation Portable上發售第一款作品《初音未來 -名伶計畫-》，2010年推出街機版和PlayStation 3版。之後在PlayStation 3、PlayStation Portable、PlayStation Vita、PlayStation 4、任天堂Switch和Windows陸續推出不同版本或其續作。

## 游玩方式
本系列游戏涵盖了丰富的原创Vocaloid曲库，其中包括由虚拟歌手初音未来、镜音铃·连、巡音流歌、KAITO、MEIKO演唱的歌曲。玩家也可自行选择游戏MV中的模组，以更换出演MV的角色或角色的服饰、发型。绝大多数曲目都包含Easy、Normal、Hard和Extreme四种难度，部分曲目还有Extra Extreme难度，游戏初期各曲目仅有Easy和Normal难度解锁，在以Normal难度通关后便会解锁Hard难度，其余难度的解锁依此类推。
游戏每关的得分判定方式与其他音乐游戏类似。游玩时，会在歌曲MV上浮现4种不同形状的灰色标记（PlayStation平台与街机上为叉形、圆形、三角形、正方形，任天堂 Switch平台上默认为A、B、X、Y四个字母），同时会有与灰色标记形状相同的彩色标记从画面边缘飞向灰色标记，当两标记重合时，玩家需要按下对应的按键，游戏就会按照玩家操作的精确度即时给出评价。演奏完毕时，游戏会综合整首曲目中玩家的表现，给予综合评价。

## 遊戲年表
| 2009 | 初音未來 -Project DIVA-                  |
| 2010 | 初音未来 Project DIVA Arcade             |
| 2010 | 初音未来 -歌姬计划- 2nd                  |
| 2011 | 初音未来 -歌姬计划- extend               |
| 2012 | 初音未来与未来之星 未来计划              |
| 2012 | Miku Flick                               |
| 2012 | Miku Flick/02                            |
| 2012 | 初音未来 -歌姬计划- f (PS Vita)          |
| 2013 | 初音未来 -歌姬计划- F (PS3)              |
| 2013 | 初音未来与未来之星 未来计划 2            |
| 2014 | 初音未来 Project DIVA F 2nd              |
| 2015 | 初音未来与未来之星 未来计划 DX           |
| 2016 | 初音未來 Project DIVA X (HD)             |
| 2016 | 初音未来 Project DIVA Arcade Future Tone |
| 2016 | 初音未来 VR Future Live                  |
| 2017 | 初音未来 Project DIVA Future Tone DX     |
| 2018 |                                          |
| 2019 |                                          |
| 2020 | 初音未来 Project DIVA MEGA39's           |
| 2020 | 世界计划 多彩舞台 feat.初音未来          |

### 初音未来 Project DIVA 系列

#### 初音未来 Project DIVA
《初音未来 -歌姬计划-》是世嘉於2009年7月2日發售的PSP用音樂遊戲，是虛擬女性歌手初音未來第一套正式以主角的身分登場的電子遊戲。遊戲名稱的「DIVA」是歌劇中女主唱者之意。世嘉於2008年6月13日與初音未來製作公司CRYPTON FUTURE MEDIA討論合作，製作消息最初於2008年8月29日發售的《週刊Fami通》公開發表。

#### 初音未来 Project DIVA 2nd
《初音未来 -歌姬计划- 2nd》（日語：初音ミク -Project DIVA- 2nd）是一款由世嘉开发的PSP音乐游戏，预计发售日为2010年7月29日。本游戏为《初音未來 -名伶計畫-》的续作。本作继承了前作简单的游戏和乐曲编辑操作，加强了编曲功能和变装功能，增加了新按法“长按”和“同时按”新评价等级 “EXCELLENT”和新难度“EXTREME”，并可以继承前作的存档。镜音等角色也会在本作中出现。

#### 初音未来 Project DIVA Extend
《初音未来 -Project DIVA- extend》（日语：初音ミク -Project DIVA- extend，英语：Hatsune Miku: Project Diva extend）是一款由世嘉开发的PSP音乐游戏，发售日为2011年11月10日。本游戏为《初音未来 -歌姬计划- 2nd》的续作。

### 初音未来 -歌姬计划- 梦想剧场系列
《初音未来 -歌姬计划- 梦想剧场》（暫名）是一款由世嘉開發的PlayStation 3音樂遊戲。本系列作品均为 PSP 初音未来 -歌姬计划-系列的联动作品，通过连接装有初音未来 -歌姬计划-系列游戏的 PSP 或 PS Vita，就可以在PS3上玩经翻新重制的高解析度画面，同时支持两个平台间互相转移存档资料和共用追加下载内容。
- 《初音未来 -歌姬计划- 梦想剧场》 （暫名）[2]于 2010 年 6 月 24 日 发售。
- 《初音未来 -歌姬计划- 梦想剧场 2nd》（暂名，日语：初音ミク -Project DIVA- ドリーミーシアター 2nd）[4]于 2011 年 8 月 4 日发售。本作收录了前作的所有曲目和服装模组，在支持的电视或显示器上可以切换 3D 显示。
- 《初音未来 -歌姬计划- 梦想剧场 extend》（暂名，日语：初音ミク -Project DIVA- ドリーミーシアター extend）[7]于 2012 年 9 月 13 日发售。除了 PSP 版的既有内容以外，本作还追加收录了来自初音未来 Project DIVA Arcade 的 6 种服装模组和以“初音ミクコンサート 最後のミクの日感謝祭 ファイナル“为主题的演唱会鉴赏模式。

### 初音未来 Project DIVA Arcade 系列

#### 初音未来 Project DIVA Arcade
初音未来 Project DIVA 系列的首部街机作品，于 2010 年 6 月 10 日开始运营。官方称作“由使用者來同心協力開創新世界的，世界首創的 CGM（使用者共同創作媒體）大型電玩！”
初期收录曲主要来自 PSP 版初音未来 Project DIVA 系列作品，后期也追加收录了初音未来与未来之星 未来计划系列和公募自Niconico動畫 的乐曲。
2012 年 7 月 5 日，增加画面摄影、随机选择乐曲/服装模组和 Twitter 联动功能的更新（称作 ver.B）推出。

#### 初音未来 Project DIVA Arcade Future Tone
初音未来 Project DIVA Arcade 的大型更新，于 2013 年 11 月 21 日开始运营。
框体更换成“Nu（ニュー）”基板，于按键上方新增了“触碰滑行（タッチスライダー）”装置。新增了分歧演出和饰品功能。
改进照片工作室模式的“フォトスタジオ“ 和新增“选择推荐服装模组（おすすめモジュール設定）“、“SPECIALクエスト”等功能的 Version B. 更新分别于2015年6月29日和2016年6月18日更新。

### 初音未来 Project DIVA F 系列

#### 初音未来 Project DIVA f/F
《初音未来 -歌姬计划- f》（日語：初音ミク -Project DIVA- f）是一款由世嘉与Crypton Future Media为PlayStation Vita和PlayStation 3平台开发的音乐游戏。这是初音未来 -歌姬计划-系列的第五款游戏，也是歌姬计划系列中首款跨平台的游戏。
- 《初音未来 -歌姬计划- f》于2012年8月30日发布于PlayStation Vita平台。
- 《初音未来 -歌姬计划- F》2013年3月7日发布于PlayStation 3平台。追加收录了六首新曲。

#### 初音未来 Project DIVA F 2nd
《初音未来 Project DIVA F 2nd》（日語：初音ミク -Project DIVA- F 2nd）是一款由世嘉與Crypton Future Media為PlayStation Vita和PlayStation 3平臺開發的音樂遊戲。這是初音未来 -歌姬计划-系列的第六款遊戲。於2013年12月13日宣布《初音未来 -歌姬计划- f 2nd》於2014年3月6日發佈於PlayStation 3及PlayStation Vita平臺。預計共四十首PV登場之外，還將從前系列作服裝模組中精選備受玩家好評的高人氣服裝模組，並於2014年台北國際電玩展發布官方繁體中文版的消息。且已於2014年12月11日於台灣、香港及東南亞等地發售。

### 初音未来 Project DIVA X 系列

#### 初音未来 Project DIVA X / 初音未来 Project DIVA X HD
《初音未来 Project DIVA X》（日語：初音ミク -Project DIVA- X）是一款由世嘉與Crypton Future Media為PlayStation Vita和PlayStation 3平臺開發的音樂遊戲。這是初音未来 -歌姬计划-系列的第七款遊戲。本作加入了新的以收集歌唱能源为目标的“演唱会任务模式”。也是 Project DIVA 系列于 PlayStation 4 首次登场。
- 《初音未来 Project DIVA X》于2016年3月24日发布于PlayStation Vita平台。
- 《初音未来 Project DIVA X HD》2016年8月25日发布于PlayStation 4平台。追加收录了两首新曲。并于后期更新中加入了 PlayStation VR 支持。

### 初音未来 Project DIVA Future Tone 系列

#### 初音未来 Project DIVA Future Tone
初音未来 Project DIVA Future Tone 是将街机版初音未来 Project DIVA Arcade Future Tone 移植到 PS4 的作品。于2016年6月23日发售下载版。

#### 初音未来 Project DIVA Future Tone DX
初音未来 Project DIVA Future Tone DX是初音未來 Project DIVA Future Tone 加入了各种要素的实体版，收录了 Future Tone 的全部下载内容。同时新增了两首曲目（「ゴーストルール」 「砂の惑星 feat.初音ミク」），加入了 初音未来 Project DIVA Arcade Future Tone with PhotoStudio 新增的照片工作室功能。
Future Tone DX 已于2017年11月22日发售，Future Tone 适用的追加内容“扩充包 DX” 也于12月推出。

### 初音未来 Project DIVA MEGA39's
《初音未来 歌姬计划 Mega39's》（官方译为）是世嘉于2020年2月发售的的音乐节奏游戏。是迄今为止整个《初音未來 -名伶計畫-》系列中首个登录任天堂Switch平台的作品。
本作新增了通过 Joy-Con 游玩的 Mix 模式和定制 T恤功能。新增的乐曲在后来以“扩充包 MEGA39's”的形式移植到了初音未来 Project DIVA Future Tone 。
- 《初音未来 歌姬计划 Mega39's＋》於2022年5月發佈於Steam平台，是迄今为止整个《初音未來 -名伶計畫-》系列中首个登录PC平台的作品。

### 初音未来 未来计划系列
《初音未来 未来计划》（日語：初音ミク Project mirai）系列是是由世嘉为任天堂3DS开发及发行的音乐游戏。

### 衍生作品

#### 世界计划 多彩舞台 feat.初音未来
《世界计划 多彩舞台 feat.初音未来》，简称PJ: Sekai（日語：プロセカ），是基于抽卡的视觉小说风格音乐手机游戏，由Colorful Palette、Craft Egg和克理普敦未来媒体联合开发，世嘉发行，并有漫画、节目等跨媒体制作计划。游戏以克理普敦未来媒体旗下的虚拟艺人初音未来为主角，并以6个音乐组合26个角色展开游戏情节。

## 外部連結
- SEGA feat.HATSUNE MIKU Project 公式サイト （页面存档备份，存于）
- 初音ミク -Project DIVA- 特設ちゃんねる（页面存档备份，存于）（ニコニコ動画内のチャンネル）
- 初音ミク Project DIVA arcade DIVA.NET（页面存档备份，存于）
- SEGA feat. 初音ミク 公式的X（前Twitter）
- 中の人（1号）的X（前Twitter）